# Charlton (New York)
Pour les articles homonymes, voir Charlton.
Charlton est une ville de l'État américain de New York, située dans le comté de Saratoga. Selon le recensement de 2010, sa population est de 4 133 habitants.